# Binturong
El binturong (Arctictis binturong) és una espècie de la família dels vivèrrids, la qual inclou les civetes i les genetes. És un membre monotípic del seu gènere. Malgrat que també se'l coneix com a bearcat (en català, os-gat), el binturong no és ni un os ni un gat. L'autèntic significat del seu nom original s'ha perdut, atès que la llengua local en la qual es batejà, s'ha extingit. El seu hàbitat natural es troba en els arbres de les selves de Bangladesh, Bhutan, Myanmar, Xina, l'Índia, Indonèsia, Laos, Malàisia, Nepal, Filipines, Tailàndia i el Vietnam.
És un animal nocturnal que dorm a les branques dels arbres. S'alimenta bàsicament de fruits, encara que se sap que també s'alimenta d'ous, brots, fulles i petits animals, com rosegadors o ocells. La desforestació ha reduït enormement el nombre d'individus. Quan se sent acorralat, el binturong pot ser ferotge. El binturong pot produir sons semblants al riure quan sembla feliç i uns gemecs aguts quan es troba molest. Pot viure més de 20 anys en captivitat. S'ha registrat un cas que visqué gairebé 26 anys.

## Anatomia
Pel fet de ser un animal corpulent i omnívor, el binturong de vegades és comparat amb l'os, però és més propenc en mida a un gat gros. La seva llargària mitjana és generalment entre 60 i 96 centímetres, amb un pes entre 9 i 14 quilos, encara que alguns individus excepcionals han arribat a pesar 22 o més quilos. El seu cos és cobert d'un pelatge aspre i gruixut de color negre. La cua, atapeïda i totalment prènsil, pot actuar com una cinquena mà i és gairebé tan llarga com la llargada del cos de l'animal. Les orelles del binturong són petites i arrodonides i té uns ulls petits.

## Reproducció
El cicle estral del binturonq és de 81 dies, amb una gestació de 91 dies. El binturong és una de les aproximadament 100 espècies de mamífers que els experts creuen que poden realitzar la diapausa, o implantació diferida, la qual permet a la femella de l'espècie planificar el part perquè coincideixi amb condicions ambientals favorables. El part típic és de dues cries, encara que poden arribar a tenir-ne sis.
L'edat de maduresa sexual és de 30,4 mesos pels mascles i de 27,7 mesos per les femelles. La fertilitat s'allarga fins als quinze anys.

## Comportament

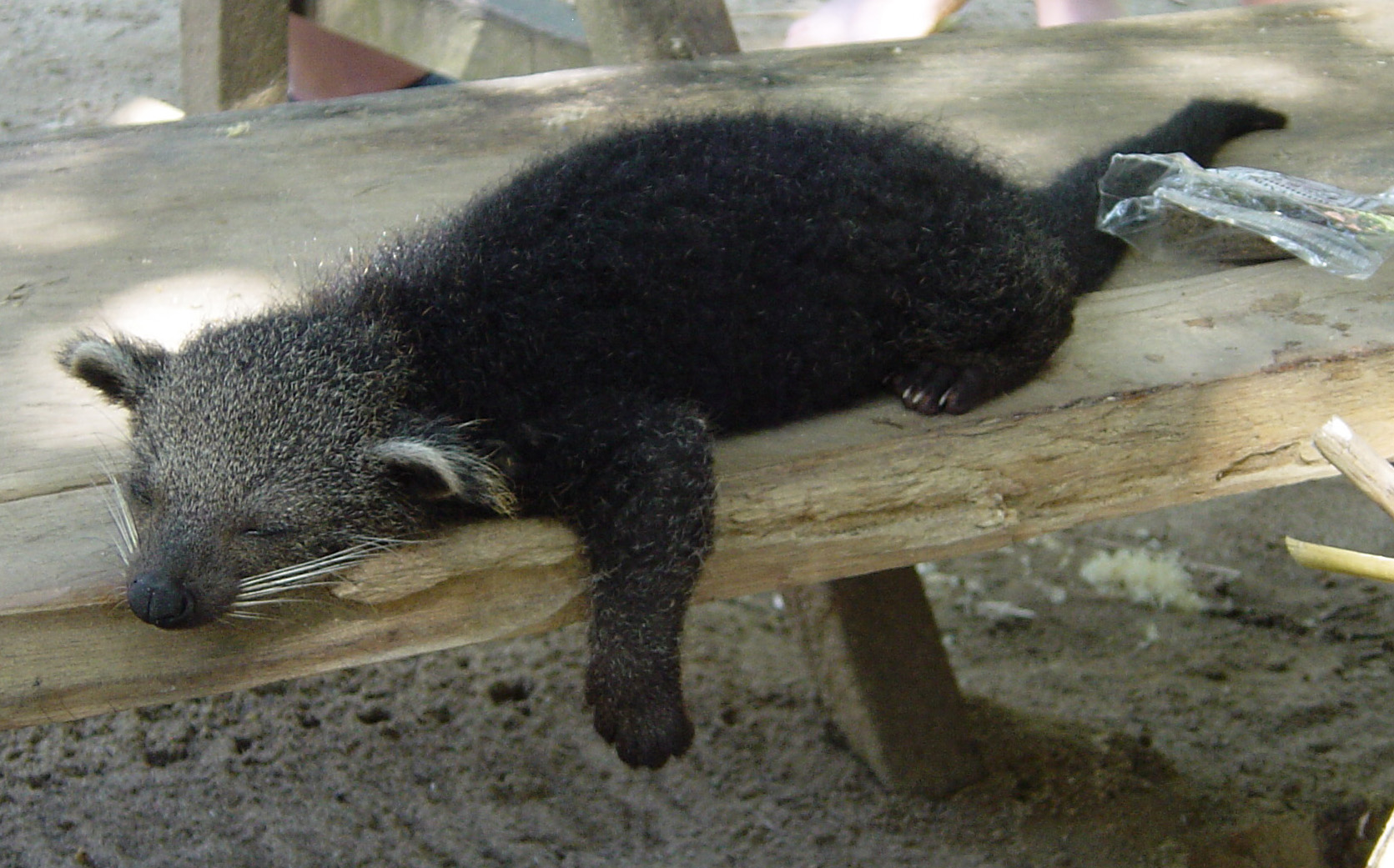
Jove cria de binturong a Taman Negara, Malàisia

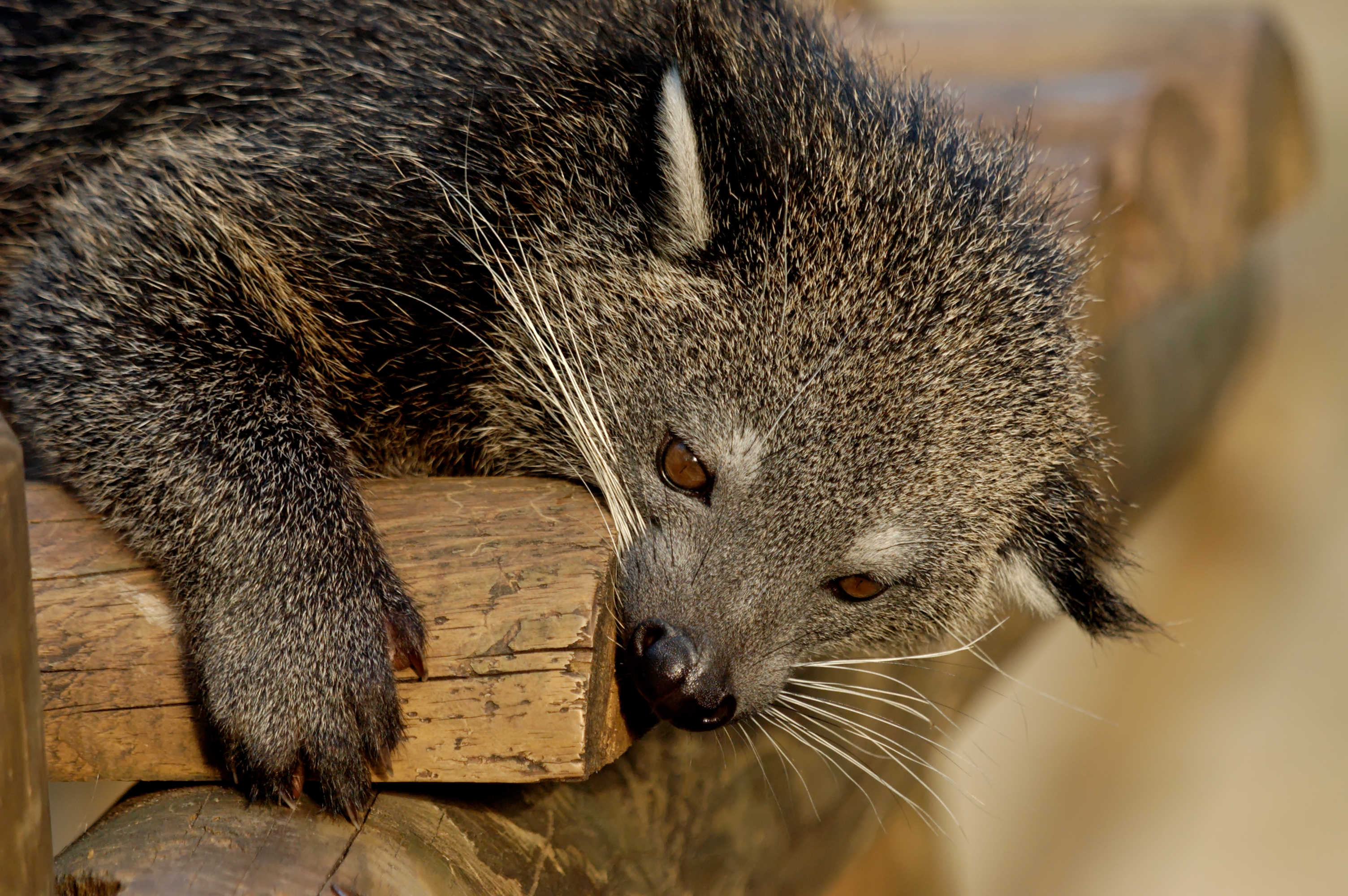
Un primer pla del cap d'un binturong

El binturong puja els arbres i salta de branca en branca, utilitzant la cua i les urpes per aferrar-se, mentre cerca aliments. Pot girar les potes del darrere cap enrere de manera que sempre tingui adherència.
El binturong també fa servir la seva cua per comunicar-se, a través de les glàndules odoríferes situades a cada costat de l'anus tant en mascles com en femelles. Les femelles també posseeixen un parell de glàndules odoríferes addicionals a cada costat de la vulva. L'aroma del mesc del binturong és sovint comparat amb el de les crispetes de mantega i el pa de blat de moro. Aquesta comparació la feu el zoòleg Ron McGill al Today Show, quan presentà un binturong juntament amb altres animals. El binturong frega la seva cua contra els arbres i emet udols per anunciar la seva presència a altres binturongs.
Els binturongs tenen un rang mitjà anual de 6,2 quilòmetres quadrats i viatgen engir de 688 m per dia.

## Importància cultural
Moltes universitats i escoles superiors tenen el binturong com a mascota, especialment la Universitat de Cincinnati.
Els Orang Asli de Malàisia tenen binturongs com a mascotes.

## Importància ecològica
El binturong és important per la dispersió de llavors, especialment les del ficus estrangulador, per la seva capacitat per a escarificar la llavor de la coberta exterior dura.

## Subespècies
N'hi ha sis subespècies reconegudes (A. b. albifrons, A. b. binturong, A. b. kerkhoveni, A. b. memglaensis, A. b. penicillatus, i A. b. whitei). El binturong de Palawan (A. b. whitei) de les Filipines és una espècie vulnerable, a causa de la destrucció del seu hàbitat i la caça furtiva per usos medicinals, el seu pelatge i la seva demanda pel comerç com a mascota.